# Замок Белмонти
Замок Белмонти (порт. Castelo de Belmonte) — средневековый замок в деревне Белмонти округа Каштелу-Бранку Португалии. Расположен на холме левого берега реки Зезере, в регионе Серра-да-Эштрела. Алькальдами замка были члены семьи Кабрал, из которой происходил первооткрыватель Бразилии — Педру Альвареш Кабрал.

## История
Освоение человеком данной местности началось в период римского вторжения на Пиренейский полуостров. Через окрестности посёлка Белмонти проходила римская дорога, соединявшая Бракару (Брага) и Емериту (Мерида).
Первые исторические сведения об этих районах датируются правлением короля Афонсу Энрикеша (1112—1185), когда окрестности Белмонти были подарены епископу Коимбры (6 мая 1168). Позже Афонсу III (1248—1279) приказал епископу Эгашу Фафешу начать строительство башни и замка. В этот период епископ Гуарды покупал и продавал дома на территории замка (1253), а три года спустя, 27 апреля, папа Александр IV пожертвовал замок Белмонти и населённые пункты Ингиащ и Олаш-Годим епархии Гуарды. Башня и замок были усилены и расширены в период правления короля Диниша I (1279—1325). Об этом свидетельствуют археологические находки, оставшиеся после сноса домов в деревне для строительства замка и Донжона.
После заключения договора в Алканисеше (1297), с последующим расширением границ Португалии на западе, замок Белмонти потерял своё стратегическое значение, в то время как посёлок развивался.
В контексте кризиса 1383—1385 годов замок потерял некоторые из своих стен. Позднее епископ Коимбры обменял посёлок Белмонти на город Арганил, которым владел аристократ Антониу Мартин Васкес-да-Кунья (1392). В царствование Жуана I (1385—1433) алькальд Белмонти поддержал противника короля, инфанта Диниша, из-за чего король конфисковал деревню и замок, передав их своему генералу Луишу Альварешу Кабралу. С тех пор семья Кабрал обосновалась в замке. Новый хозяин провёл реконструкцию северной части стены и выстроил новый барбакан.
В XV веке Белмонти и его замок были переданы королём Афонсу V (1438—1481) Фернану Кабралу (1466), отцу Педру Альвареша Кабрала, который инициировал перестройку замка под гражданские нужды.
В контексте войны за восстановление независимости Португалии укрепления замка были модернизированы за счет строительства нескольких бастионов. Кроме того, в конце XVII века интерьер замка был повреждён пожаром (1694). В следующем столетии по инициативе последнего сеньора Белмонти, Каэтану Франсишку Кабрала, который умер в 1762 году, были перестроены главные ворота.
Военный историк Пинью Леал так описал руины замка, побывав в Белмонти в XVIII веке:
Замок состоит из высокой квадратной башни с двумя большими окнами - одним на восток, другим на запад... по-прежнему цела цитадель, укреплённая каменной стеной, и руины крепостного вала...
В начале XX века цитадель замка стала и использоваться в качестве тюрьмы. 15 октября 1927 года замок был объявлен национальным памятником. В период между 1940 и 1960 годами были предприняты различные меры по сохранению и восстановлению памятника под эгидой Генерального директората по вопросам национальных зданий и памятников (DGEMN).
В 1992 году по инициативе археологического института внутри стен был возведён амфитеатр для исторических представлений. Между 1992 и 1994 годами в замке проводились археологические раскопки, в ходе которых были найдены артефакты периода римского господства.
На сегодняшний день замок открыт для публики. Старый ключ от замка Белмонти находится в коллекции Дома-музея Жуана Суареша в Кортес (Лейрия).

## Архитектура
Замок расположен на высоте 615 метров над уровнем моря и имеет неправильную овальную планировку. Построен из гранитных камней. Главный фасад замка, ориентированный на юг, имеет ворота арочной формы, украшённые гербом рода Кабрал.
У юго-западной стены расположен донжон в романском стиле, имеющий три этажа и увенчанный зубцами. На юго-восточной стороне замковых укреплений сохранились руины жилых построек и небольшой средневековой башни в стиле маньеризм. В западном секторе также находятся руины дворца, расширенного отцом Педру Альвареша Кабрала.

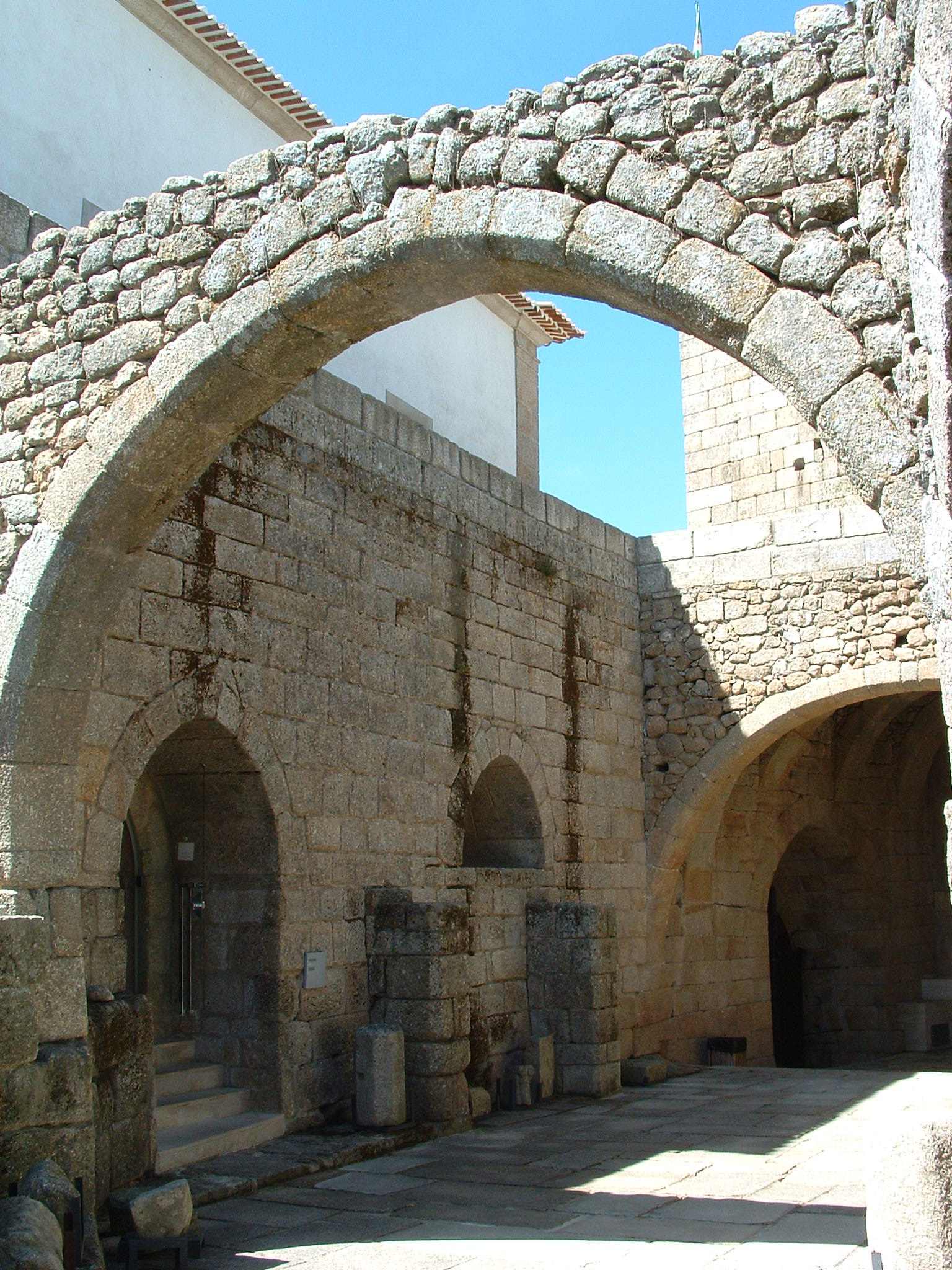
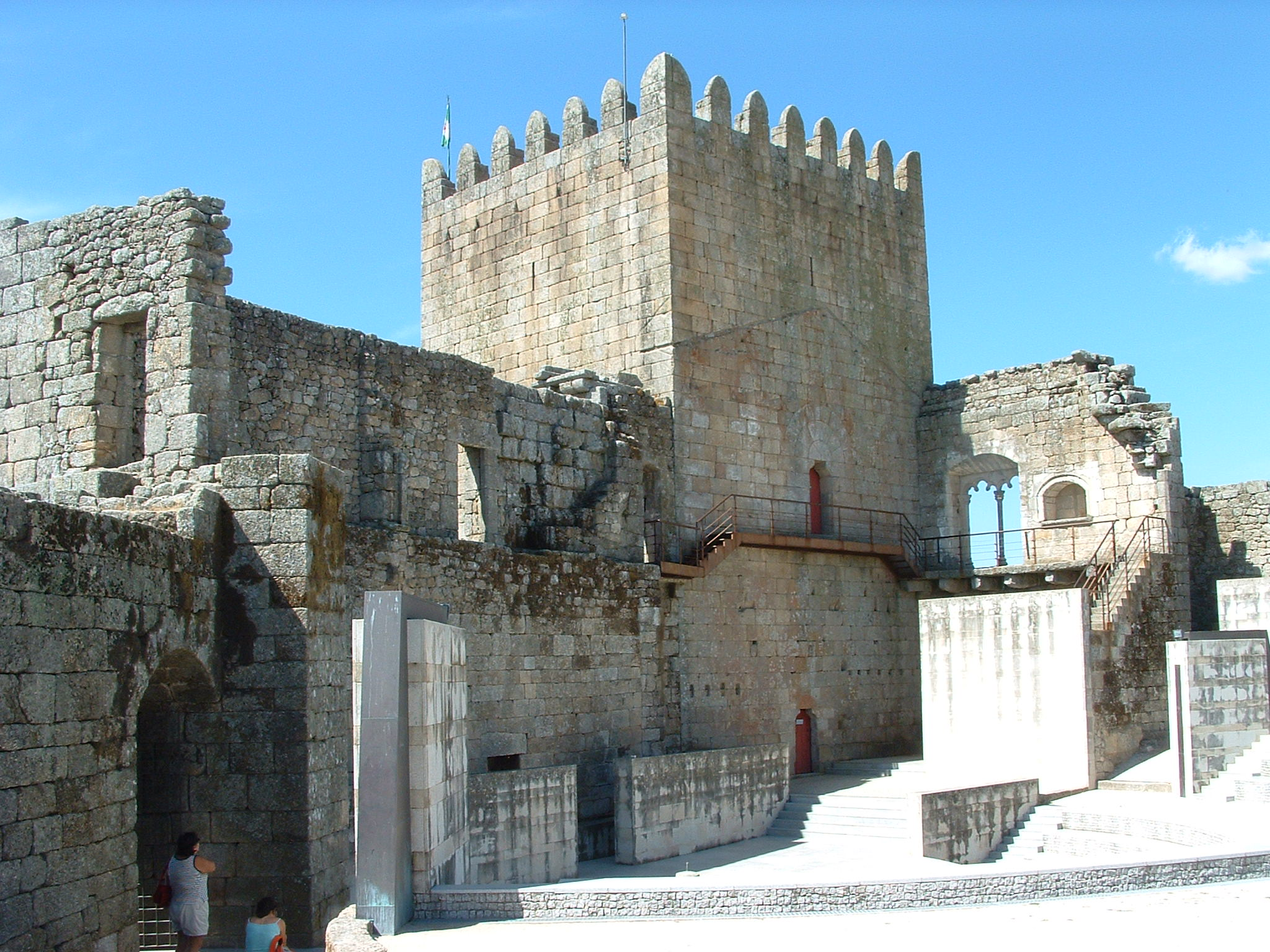
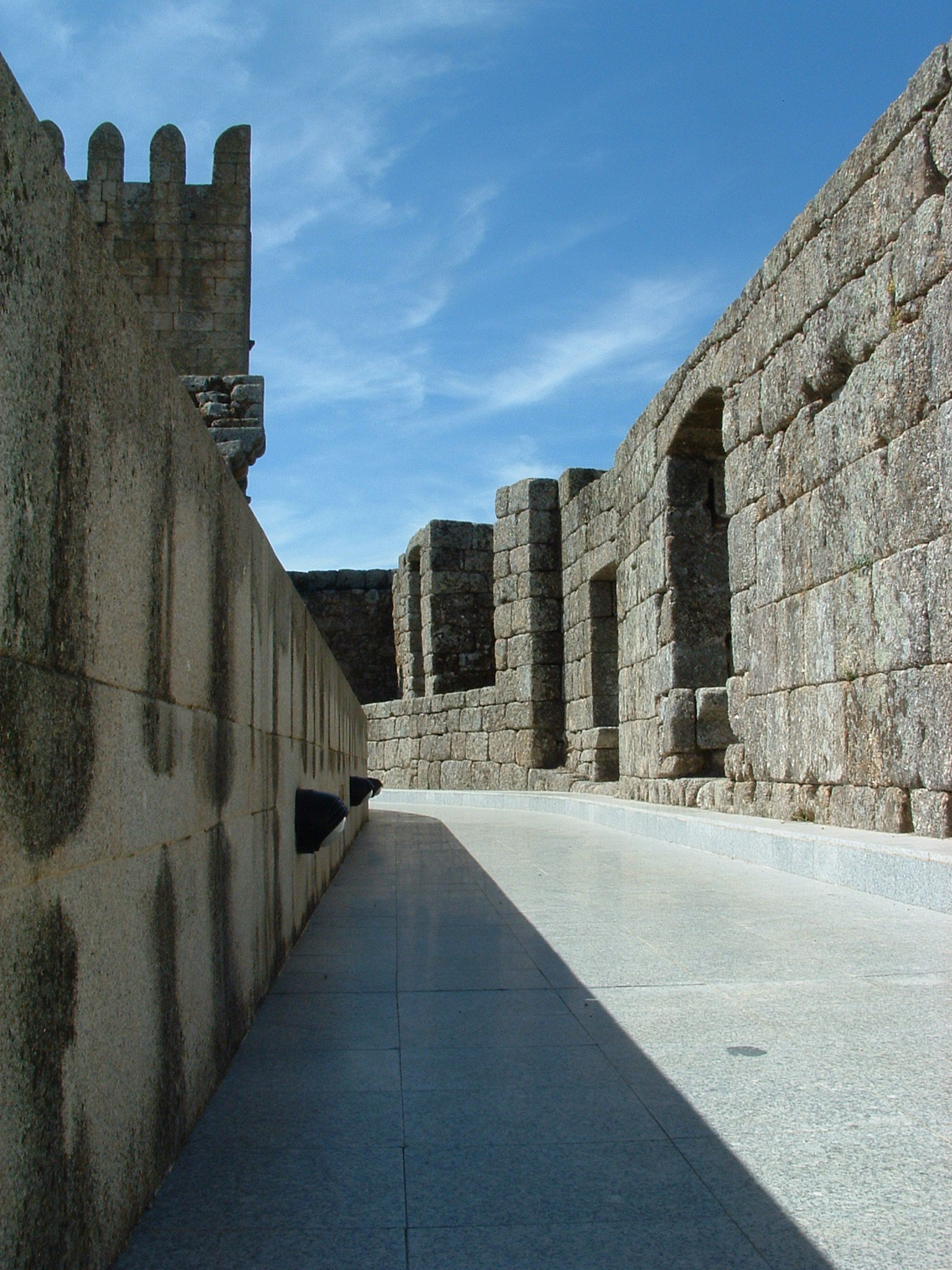